# 菲洛塞伊-普西希科
菲洛塞伊-普西希科（希臘語：Φιλοθέη-Ψυχικό）是希腊阿提卡大區北雅典专区的市镇，位于雅典都会区的北部。市镇面积为6.077平方公里，2021年人口数量为27,636人。
此市镇设立于2011年地方政府改革中，由三个市镇合并而成，原市镇则成为此市镇的市区。